# Adam-12
Adam-12 (que en España se tituló Área 12) fue una serie televisiva policíaca y dramática estadounidense de 1968 creada y dirigida por Jack Webb y R. A. Cinder. Estuvo en antena desde el 21 de septiembre de 1968 al 20 de mayo de 1975 a lo largo de siete temporadas
La serie sigue a dos policías de Los Ángeles: Peter Malloy y Jim Reed, interpretados por Martin Milner y Kent McCord, los cuales patrullan las calles de Los Ángeles con su unidad 1-Adam-12.
La trama recrea la vida cotidiana de la policía californiana y estadounidense tratando de ofrecer una visión lo más realista posible del trabajo policial.

## Localización
La producción tiene lugar en la antigua comisaría de la División Rampart en la 2710 de West Temple Street, sin embargo la señal radiofónica de la Unidad 1-Adam 12 indica que parte de la trama de la serie está situada en la División Central, la cual da servicio al centro de la ciudad.
Otras localizaciones donde se rodaron escenas fueron en San Fernando Valley y North Hollywood, cerca de los estudios Universal, productora de la serie junto con Mark VII Limited.
En 2008 fue clausurado el edificio de West Temple y se inauguró una nueva comisaría que da servicio a la zona. Actualmente la antigua comisaría está siendo renovada como cuartel general de la Policía Metropolitana, unidad de élite con experiencia en contraterrorismo.

## Nomenclatura
"1-Adam-12" es la combinación de tres elementos: el primero indica la división a la que pertenece la unidad policial, el segundo el tipo y el tercero el número identificador del coche policía siendo "1A12" el significado del mismo. En este caso los protagonistas operan en la División 1 (Zona Central). Acorde con el sistema alfabético de la LAPD, "A" se traduce como "Adam" siendo el nombre de la unidad. El tercer elemento es el área asignada dentro de la zona.
En la serie, el 1-Adam-12 opera en Rampart siendo esta, parte íntegra de la División 2 por lo que el nombre de la unidad debería ser 2A12.

## Resumen
La serie se centra en el día a día de dos agentes de policía de Los Ángeles, el veterano Pete Malloy y su compañero recién llegado, Jim Reed. Cada episodio está inspirado en sucesos reales aunque cambiando los detalles.
El primer capítulo fue dirigido por Jack Webb. En este, Reed acaba de ingresar en el cuerpo y está deseoso de empezar a trabajar. Entonces Malloy, su antiguo compañero y amigo, fallece al intervenir en un atraco a una joyería. Deprimido por la pérdida, Malloy se plantea abandonar la policía pero el Comandante y Teniente Moore (Art Gilmore) le asigna al que será su nuevo compañero, el cual muestra gran potencial en su primer turno nocturno, pero todavía le queda mucho por aprender a los ojos de Malloy, quien decide seguir.

## Coches policía
La función de la serie es mostrar todos los aspectos en el proceder de la policía por lo que Webb quiso que los coches patrulla fuesen "un personaje más". En especial se centraron en las radios que conectaban con centralita. Los vehículos policiales usados fueron adquiridos en concesionarios, mientras que otros fueron coches embargados por la LAPD.
A lo largo del programa, estos fueron los modelos utilizados:
- 1967 Plymouth Belvedere - primer episodio[10]
- 1968 Plymouth Belvedere - primera temporada[10]
- 1969 Plymouth Belvedere - segunda y tercera temporada[10]
- 1971 Plymouth Satellite - cuarta temporada[10]
- 1972 y 1973 AMC Matador - de la quinta a la séptima temporada[10]